# Ericameria obovata
Ericameria obovata là một loài thực vật có hoa trong họ Cúc. Loài này được (Rydb.) G.L.Nesom mô tả khoa học đầu tiên năm 1990.